# Памятник Тарасу Шевченко (Рига)
Памятник Тарасу Шевченко (укр. Пам'ятник Тарасу Шевченку) — монумент, воздвигнутый в честь украинского поэта, прозаика, художника и этнографа Тараса Григорьевича Шевченко в столице Латвии — Риге.

## История
6 ноября 2015 года, в рамках рабочего визита в Латвию премьер-министр Украины Арсений Яценюк и глава латвийского правительства Лаймдота Страуюма открыли в Риге, в парке Кронвалда, памятник Тарасу Шевченко, который изображает молодого «Кобзаря» в 23-летнем возрасте.
Памятник открыт благодаря украинской общине в Латвии. Автором монумента является скульптор Игорь Гречаник, которые создал его в Украине на средства, переданные Конгрессом украинцев Латвии, украинского общества и представителей других национальностей, проживающих в Латвии. В целом стоимость памятника составила примерно 85 000 евро, большую часть этих средств внесли меценаты Микола Павлюк и Владимир Станько.